# Сражение в день Святого Иакова
Сражение в день Святого Иакова (англ. St. James' Day Battle) или Двухдневная битва (нид. Tweedaagse Zeeslag) — морское сражение Второй англо-голландской войны, состоявшееся 25 июля (4 августа) 1666 года в Северном море между английским флотом под командованием принца Руперта и Джорджа Монка и голландским флотом лейтенант-адмирала Михаила де Рюйтера.

## Голландские приготовления

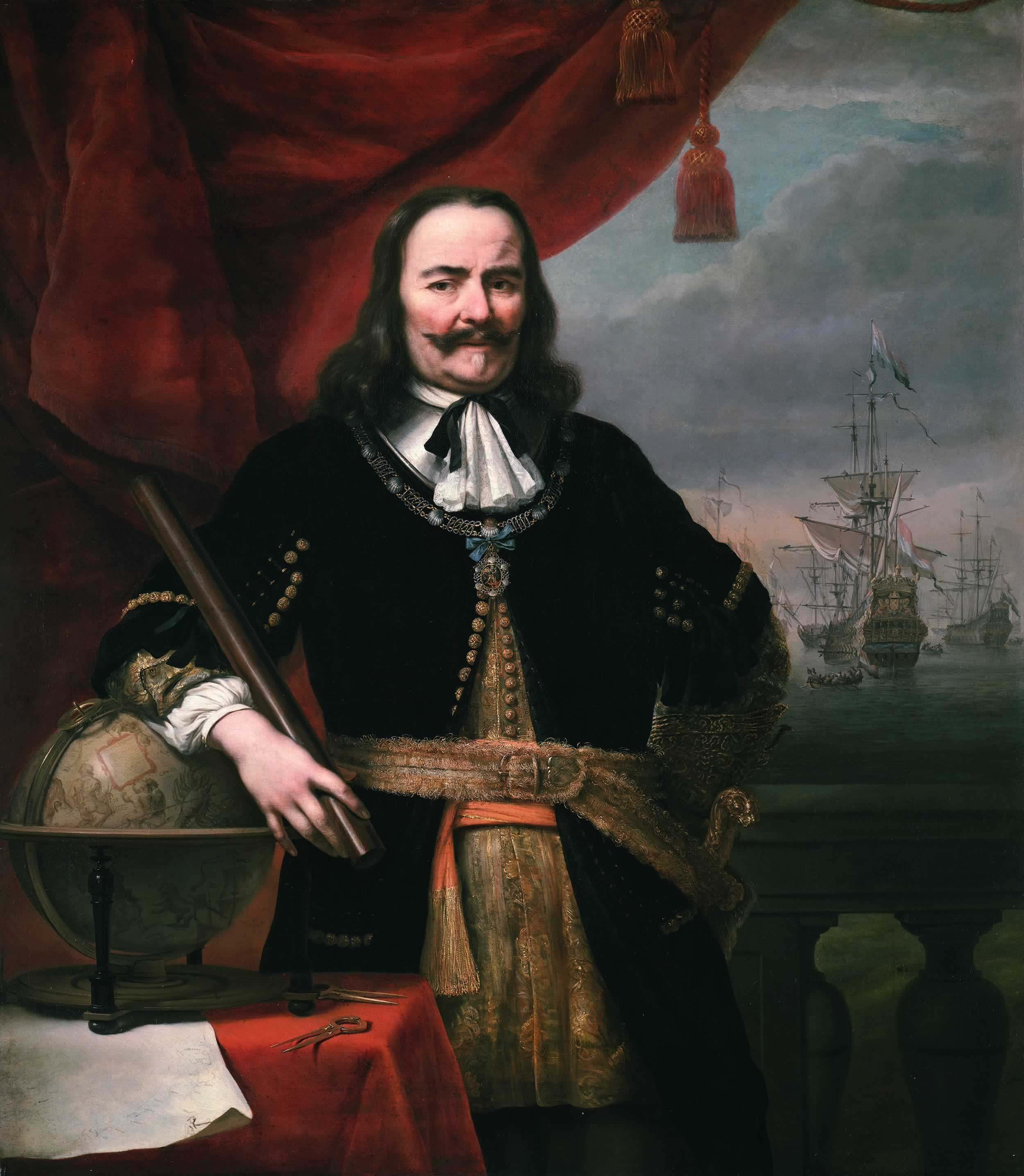
Михаил де Рюйтер

После того, как голландцы нанесли значительный ущерб английскому флоту в Четырехдневном сражении, ведущий голландский политик, Великий пенсионарий Ян де Витт, приказал лейтенант-адмиралу Михаилу де Рюйтеру осуществить смелый план: уничтожить английский флот, пока он находился на ремонте на верфях Чатема. Для этого были подготовлены 10 флейтов с 2700 морских пехотинцев на борту. Кроме того, к Рюйтеру должен был присоединиться союзный французский флот.
Французы, однако, не явились, а плохая погода помешала высадке десанта. Рюйтер пришлось ограничиться блокадой Темзы. 1 августа он заметил, что английский флот покинул порт — раньше, чем ожидалось. Однако буря отнесла голландский флот обратно к фламандскому побережью. 3 августа Рюйтер снова пересёк Северное море, собираясь дать бой англичанам.

## Первый день

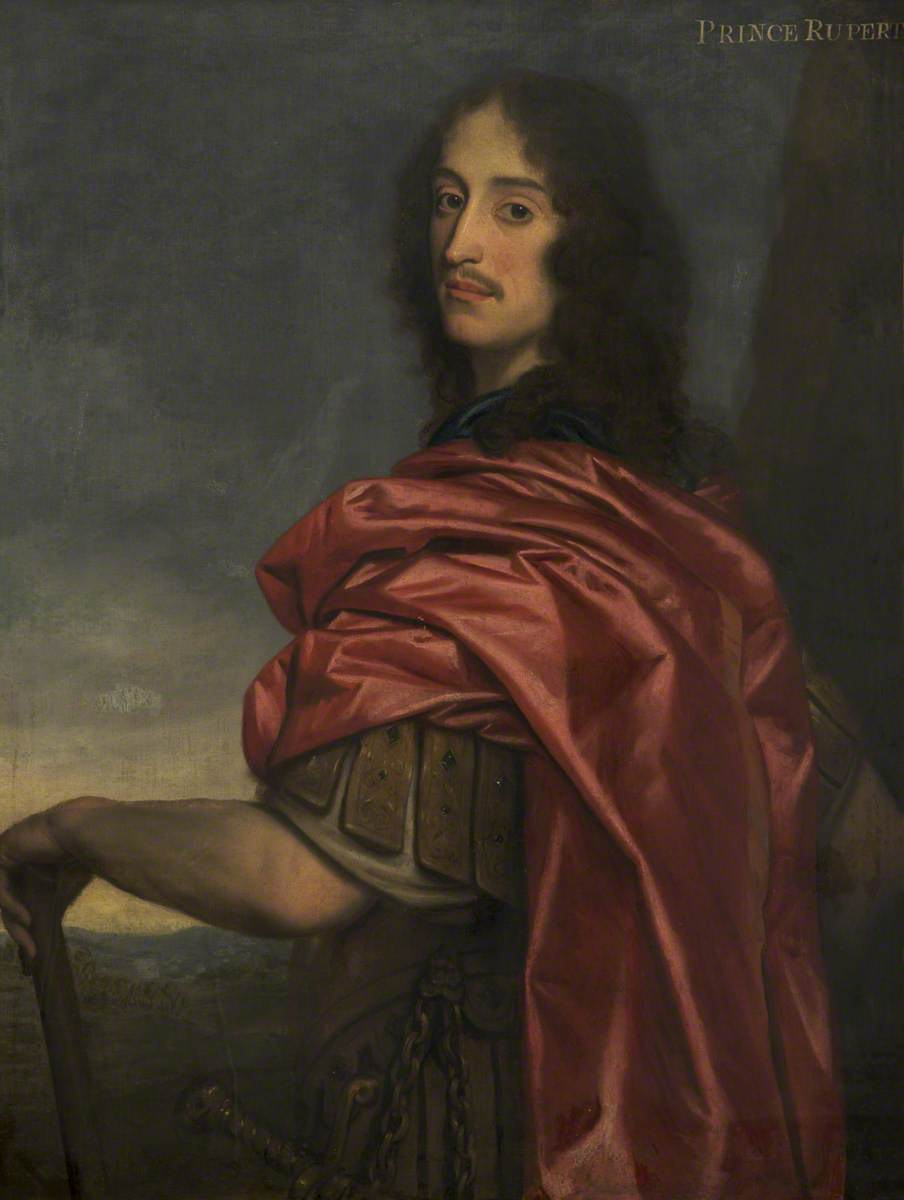
Руперт Пфальцский

Ранним утром 4 августа голландский флот из 88 кораблей обнаружил английский флот из 89 судов в районе Норт-Форленда и преследовал его с юго-востока с подветренной стороны. Внезапно ветер повернул на северо-восток. Командующий английским флотом Руперт Пфальцский резко повернул флот на восток, чтобы занять выгодное положение для боя, Рюйтер последовал за ним. Это оказалось роковым манёвром для голландцев. Теперь они оказались в области штиля. Голландский авангард, которым командовал лейтенант-адмирал Йохан Эвертсен, потерял скорость и не мог удерживать линию фронта. Это неудобное положение держалось в течение нескольких часов. Затем с северо-востока начал дуть мягкий бриз. Английский авангард под командованием Томаса Аллина и часть центра сформировали линию фронта и сместились вправо от голландского авангарда, всё ещё находившегося в беспорядке. В ходе начавшейся перестрелки был убит голландский вице-адмирал Рудольф Кундерс, а лейтенант-адмирал Тьерк Хиддес де Врис был ранен в руку и ногу. В итоге Рюйтер увидел часть авангарда дрейфующим на юг среди плавающих обломков и мёртвых тел.
Теперь Руперт развернул центр своего флота и ударил по голландскому центру. Джордж Монк, сопровождавший Руперта, предсказал, что Рюйтер начнет поспешное отступление, но голландский командующий, напротив, дал приказ своему флагману De Zeven Provinciën атаковать английские Sovereign of the Seas и Royal Charles и даже заставил их переместить экипаж с поврежденного Royal Charles на Royal James. Так Рюйтеру удалось прикрыть отступление остального флота.
Между тем, генерал-адмирал Корнелис Тромп, командующий голландским арьергардом, подходя к месту битвы, решил подать правильный пример ведения боя в условиях непостоянного ветра. Он резко повернул на запад, пересек линию английского арьергарда под командованием Джеремии Смита, отделив его от остальной части английского флота, а затем, заняв выгодную позицию, яростно атаковал. Англичане были вынуждены начать отступление на запад. Тромп преследовал врага до поздней ночи, уничтожив английский Resolution с помощью брандера. После трёх точных попаданий по оснастке флагман Руперта Loyal London пришлось вести на буксире.

## Второй день
Утром 5 августа Тромп прекратил преследование, довольный своей первой победой в качестве командира эскадры. В течение ночи корабль привез ему сообщение, что Рюйтер также добился успеха. Однако потеря концентрации привела к тому, что голландский арьергард оказался слишком далеко от основного флота. Внезапно Тромп осознал опасность того, что переформировавшийся и сместившийся английский флот заманит его в ловушку. На горизонте были замечены лишь английские флаги. Тромп начал активное маневрирование и пил много джина, чтобы восстановить нервы. В итоге он сумел благополучно довести свою эскадру домой в порт Флиссинген. Там он обнаружил остальную часть голландского флота.
Тромпу понадобилось шесть часов, чтобы набраться смелости и явиться к Рюйтеру — он ожидал выговора за самодеятельность. Рюйтер сразу же обвинил его в поражении и приказал Тромпу и его адъютантом покинуть эскадру, обещав, что они больше никогда не ступят на борт De Zeven Provinciën.
Рюйтер обнаружил, что его позиция стала безнадежной. Лейтенант-адмирал Йохан Эвертсен умер после ампутации ноги, силы Рюйтера теперь сводились к сорока кораблям. Около пятнадцати кораблей, вероятно, дезертировали в течение ночи. Сильный шторм с востока не давал голландцам отступить к побережью, а на западе британской авангард (около пятидесяти кораблей) окружили их полукругом, безопасно бомбардируя с подветренной стороны.
Рюйтер был в отчаянии. На военном совете он осел, бормоча: «Что случилось с нами, я хочу умереть». Его близкий друг вице-адмирал ван Нес попытался подбодрить его, пошутив: «Я тоже. Но никто не умирает тогда, когда этого хочет». Не успели они оба выйти из каюты, как оконный проём пробило пушечное ядро.
Англичане, однако, имели свои проблемы. Сильный шторм мешал им полностью окружить голландцев. Они попытались использовать брандеры, но те не попали в противника. Только шлюп Fan-Fan, личная яхта принца Руперта, преследовала голландский флагман De Zeven Provinciën с двумя маленькими пушками, вызывая смех английских матросов.
Когда голландский флагман отразил атаку очередного брандера, Рюйтер впал в полную апатию. Он искал смерти, подвергая себя опасности на палубе. Он воскликнул: «О Боже, как я несчастен! Среди многих тысяч пушечных ядер нет ни одного для меня!?» Его зять, капитан морской пехоты Йохан де Витте, услышал его и сказал: «Отец, вместо слов отчаяния поднимите паруса и атакуйте наших врагов!» Это смелое, но безрассудное предложение привело адмирала в чувство. Он ответил: «Вы не знаете, что вы говорите, но если я смогу довести эти корабли благополучно домой, не все будет потеряно».
В итоге ветер, которые принёс столько несчастий голландцам, спас их, повернув на запад. Голландцы образовали линию фронта и провели свой флот через фламандские отмели. Вице-адмирал Адриан Банкерт прикрывал отступление поврежденных кораблей.

## Результаты
Несмотря на успехи Тромпа, в целом сражение завершилось поражением голландцев. Голландские потери были огромны — около 5000 солдат против 300 у англичан. Более поздние данные уточняли, что только около 1200 из них были убиты или тяжело ранены. Голландцы потеряли два корабля: Рюйтеру удалось вывести из боя почти весь флот, кроме Sneek и Tholen. Чума и Великий пожар в Лондоне, в сочетании с финансовыми махинациями, лишили Карла II средств для продолжения войны. Голландцы вскоре восстановили нанесенный урон. В течение месяца они снова овладели морем, но результатом стала лишь незначительная стычка.
В Соединённых провинциях поражение имело далеко идущие политические последствия. Тромп был лидером партии оранжистов. Теперь, когда он был обвинен в грубой небрежности, страна была расколота по этому вопросу. Чтобы защитить себя, Тромп дал поручение своему сводному брату Йохану Кьевиту опубликовать отчет о сражении. Вскоре после этого выяснилось, что Кьевит готовил государственный переворот и вел секретные переговоры о мире с английским королём. Он бежал в Англию и был заочно приговорен к смертной казни. Семья Тромпа был оштрафована, а ему самому было запрещено служить на флоте. В ноябре 1669 года сторонник Тромпа попытался убить Рюйтера в прихожей его дома. Только в 1672 году Тромп был реабилитирован, когда Ян де Витт был убит (некоторые утверждают, что Тромп был замешан в этом убийстве). Новый правитель, Вильгельм III Оранский, сумел примирить Рюйтера с Тромпом в 1673 году.